# Francisco Antonio de Lorenzana y Butrón
Francisco Antonio de Lorenzana y Butrón (León, 22 settembre 1722 – Roma, 14 aprile 1804) è stato un cardinale e arcivescovo cattolico spagnolo.

## Biografia
Nacque a León il 22 settembre 1722.
Papa Pio VI lo elevò al rango di cardinale nel concistoro del 9 marzo 1789.
Morì il 14 aprile 1804 all'età di 81 anni.

## Genealogia episcopale e successione apostolica
La genealogia episcopale è:
- Cardinale Scipione Rebiba
- Cardinale Giulio Antonio Santori
- Cardinale Girolamo Bernerio, O.P.
- Arcivescovo Galeazzo Sanvitale
- Cardinale Ludovico Ludovisi
- Cardinale Luigi Caetani
- Cardinale Ulderico Carpegna
- Cardinale Paluzzo Paluzzi Altieri degli Albertoni
- Papa Benedetto XIII
- Papa Benedetto XIV
- Cardinale Enrico Enriquez
- Arcivescovo Manuel Quintano Bonifaz
- Cardinale Francisco Antonio de Lorenzana y Butrón

La successione apostolica è:
- Arcivescovo Alonso Marcos de Llanes Argüelles (1774)
- Vescovo Domingo Ramón Fernández Angulo (1775)
- Vescovo Tomás Lorenzana Butrón (1775)
- Vescovo Gavino Valladares y Mejía, O.Carm. (1775)
- Vescovo Julián Gascueña Herráiz, O.F.M.Disc. (1780)
- Vescovo Juan de García y Montenegro (1780)
- Vescovo Anselmo Rodríguez Merino, O.S.B. (1780)
- Vescovo John Geddes (1780)
- Vescovo Roque Martín Merino (1781)
- Vescovo Santiago Palmero Escada (1781)
- Vescovo José Constancio Andino (1782)
- Vescovo Ildefonso Molina y Santaella (1783)
- Arcivescovo Manuel Abad y Lasierra, O.S.B. (1783)
- Vescovo José Escalzo y Miguel, O.S.B. (1783)
- Vescovo Jerónimo María Torres (1784)
- Arcivescovo Juan Francisco Jiménez del Río (1785)
- Vescovo Pedro Luis Ozta Múzquiz (1785)
- Vescovo Esteban Antonio Aguado Rojas (1785)
- Vescovo Manuel Felipe Miralles (1785)
- Vescovo Manuel Joaquín Morón (1785)
- Vescovo Antonio Puñuela Alonso (1787)
- Vescovo Melchor Serrano Lázaro, Sch.P. (1788)
- Vescovo Atanasio Puyal y Poveda (1790)
- Vescovo Cayetano Peña Granada (1790)
- Vescovo Agustín Iñigo Abad Lasierra, O.S.B. (1790)
- Vescovo Francisco Isidoro Gutiérrez Vigil (1791)
- Arcivescovo Juan Antonio de los Tueros (1792)
- Vescovo Juan Francisco Armada Araujo (1793)
- Vescovo Juan Cruz Ruiz de Cabañas y Crespo (1795)
- Vescovo Lorenzo Igual de Soria (1795)
- Vescovo Juan Bautista de Zengotita y Bengoa, O. de M. (1795)
- Vescovo Antonio Ramón de Espinosa y Lorenzo, O.P. (1796)
- Arcivescovo Francisco Javier de Lizana y Beaumont (1796)
- Vescovo Manuel Verdugo Albiturría (1796)
- Vescovo Santiago Pérez Arenillas (1796)
- Vescovo Orazio Magliola (1797)
- Vescovo Rocco Coiro (1797)
- Vescovo Pietro de Felice (1797)
- Arcivescovo Pietro Fedele Grisolia (1797)
- Vescovo Giovanni Filippo Ferroni (1797)
- Vescovo Isidoro Leggio, C.SS.R. (1797)
- Cardinale Giuseppe Maria Spina (1798)
- Vescovo Francisco Porró y Reinado (1801)
- Vescovo Agostino Albergotti (1802)